# Jeoselyna Rodríguez
Jeoselyna Rodríguez Santos (Santo Domingo, 9 de diciembre de 1991) es una jugadora de voleibol dominicana que compite para la selección nacional dominicana.

## Carrera

### 2007
Rodríguez participó en el Campeonato Mundial Infantil del 2007 en Baja California, México quedando en octavo lugar y ganando el premio de "Mejor Servicio".
Participó luego con la selección de mayores que ganó la medalla de bronce en el Campeonato Continental NORCECA del 2007.

### 2008
Rodríguez participó en la Copa Salonpas International en São Paulo, Brasil con el club CDN Mirador, quedando con su equipo en 5.º lugar del torneo.
En la liga profesional de Trinidad & Tobago, Rodríguez participó con el club West Side Stars, ayudando a su club a terminar el tercer lugar esa temporada. Más tarde ese año, es elegida MVP de la Liga Dominicana de Voleibol, ayudando a Distrito Nacional a conseguir el campeonato.

### 2014
Gana en Perú el premio al mejor servicio de la temporada 2013/14 Liga Nacional Superior de Voleibol Femenino, donde se mantuvo entre las cinco mejores anotadoras durante la temporada. Rodríguez se lesionó durante la semifinal del torneo, pero su equipo terminó ganando la medalla de bronce.

## Clubes
- Mirador (2002–2004)
- Modeca (2005)
- Mirador (2006)
- Deportivo Nacional (2007–2008)
- Distrito Nacional (2007–2008)
- West Side Stars (2008)
- Centro (2009)
- Indias de Mayagüez (2009)
- Vôlei Futuro (2009–2010)
- Distrito Nacional (2010)
- CAV Murcia 2005 (2010–2011)
- Universidad César Vallejo (2013-2014)

## Palmarés

### Individual
- Campeonato Mundial Infantil 2007 "Mejor Servicio"
- Liga Dominicana de Voleibol 2008 "Jugadora Más Valiosa"
- Liga Nacional Superior de Voleibol del Perú 2013/14 "Mejor Servicio"

### Selección nacional

#### Selección de Mayores
- Copa de Grandes Campeones:
  -  Medalla de Bronce. Tokio/Fukuoka 2009

- Copa Panamericana:
  -  Medalla de Oro. Rosarito/Tijuana 2010.
  -  Medalla de Plata. Miami 2009.

- Campeonato Continental NORCECA:
- Medalla de Oro. Bayamón 2009.
- Medalla de Bronce. Winnipeg 2007.

- Juegos Centroamericanos y del Caribe:
  -  Medalla de oro. Mayagüez 2010

- Copa Final Four:
  -  Medalla de Oro. Chiapas 2010.
  -  Medalla de Bronce. Lima 2009.

#### Selección Juvenil
- Campeonato Mundial Juvenil:
  -  Medalla de Plata. Mexicali/Tijuana 2009.

- Campeonato Continental NORCECA:
  -  Medalla de Plata. Saltillo 2008.

#### Selección Infantil
- Campeonato Continental NORCECA:
  -  Medalla de Plata. Miami 2006.

### Clubes
- Torneo Superior del Distrito Nacional República Dominicana 2006 -  Campeona, con Mirador
- Liga de Voleibol de la República Dominicana 2007 y 2008 -  Campeona, con Distrito Nacional
- Supercopa de España 2010 -  Campeona, con Murcia 2005
- Copa de la Reina 2011 -  Campeona, con Murcia 2005